# Abies ziyuanensis
Abies ziyuanensis é uma espécie de conífera da família Pinaceae. Apenas pode ser encontrada na China.